# ماركوس هندرسون
ماركوس هندرسون (بالإنجليزية: Marcus Henderson)‏ هو عازف قيثارة أمريكي، ولد في 16 مارس 1973.

## وصلات خارجية
- الموقع الرسمي